# 萨莫拉·马谢尔
萨莫拉·莫伊塞斯·马谢尔（葡萄牙語：Samora Moisés Machel；1933年9月29日—1986年10月19日），莫桑比克第一任总统。他的政治思想被称为马谢尔主义。

## 生平
马谢尔出生于莫桑比克南部一个穷苦农民家庭，由于被逼改种棉花，他的家庭经常陷入饥荒。马谢尔在当地的天主教教会学校接受了基础教育，他成为了一名护士，但是在1950年代，他家的土地被葡萄牙殖民当局没收，他的亲戚们被迫流落南非，以当矿工为生。不久，马谢尔的一名兄弟就在矿难中身亡。
马谢尔很快成为了一名马克思主义者，他组织了几次黑人护士罢工，以抗议在收入上遭到的歧视。1962年，马谢尔加入莫桑比克解放阵线（莫解阵）。在国外接受了军事训练后，他于1964年返回国内，在莫桑比克北部地区展开游击战反对葡萄牙军队。1970年，马谢尔成为莫解阵的主要军事领导人。
在莫解阵的军事打击下，葡萄牙深陷战争泥潭。1974年4月25日，葡萄牙国内发生军事政变，新政府宣布从莫桑比克撤军。莫解阵终于带领莫桑比克人民获得了独立。1975年6月25日，马谢尔当选莫桑比克总统。

## 执政
当政期间，马谢尔在国内建立一党专政，将原葡萄牙殖民者的财产国有化，并在不发达地区普及基础教育和医疗体系。在国际上，他支持罗得西亚和南非的黑人反对种族隔离的斗争。他的反对者于1976年组建了莫桑比克全国抵抗运动（莫抵运），以推翻马谢尔一党专政为目标，同莫解阵展开军事斗争。连年的内战使得莫桑比克经济受到严重打击，马谢尔政府不得不依赖来自苏联的外援来维持统治。

## 空難身亡
1986年10月，马谢尔在赞比亚卢萨卡出席了一个国际会议。19日，在返程途中，他的专机在南非、斯威士兰和莫桑比克三国边境地区突然失事，马谢尔同24名随从人员遇难。很多人怀疑南非种族隔离主义者策划了这起空难，但是时至今日，仍没有明确的证据证明这次空难是人为所致。
马谢尔死后安葬於莫三比克英雄廣場，乔希姆·希萨诺继任为莫桑比克总统。其遗孀格拉萨·马谢尔于1998年改嫁南非总统纳尔逊·曼德拉，成为世界上唯一一位在两国担任第一夫人的女士。